# بنفسجاوات
البنفسجاوات (الاسم العلمي:Violoideae) هي أسرة من النباتات تتبع فصيلة البنفسجية من رتبة الملبيغيات.

## التصنيف
- البنفسجاوية
  - البنفسج